# Libië op de Olympische Zomerspelen 2020
Libië nam deel aan de Olympische Zomerspelen 2020 in Tokio, Japan.

## Atleten
| sport    | mannen | vrouwen | totaal |
| -------- | ------ | ------- | ------ |
| Atletiek | 0      | 1       | 1      |
| Judo     | 1      | 0       | 1      |
| Roeien   | 1      | 0       | 1      |
| Zwemmen  | 1      | 0       | 1      |
| totaal   | 3      | 1       | 1      |

## Sporten

### Atletiek
Vrouwen
Loopnummers
| atlete      | onderdeel | series | series | kwartfinale    | kwartfinale    | halve finale   | halve finale   | finale         | finale         |
| atlete      | onderdeel | tijd   | rang   | tijd           | rang           | tijd           | rang           | tijd           | rang           |
| ----------- | --------- | ------ | ------ | -------------- | -------------- | -------------- | -------------- | -------------- | -------------- |
| Hadel Aboud | 100 m     | 12,70  | 5      | niet geplaatst | niet geplaatst | niet geplaatst | niet geplaatst | niet geplaatst | niet geplaatst |

### Judo
Mannen
| atleet   | onderdeel | eerste ronde         | tweede ronde         | kwartfinale          | halve finale         | herkansing           | finale / BM          | finale / BM    |
| atleet   | onderdeel | tegenstander uitslag | tegenstander uitslag | tegenstander uitslag | tegenstander uitslag | tegenstander uitslag | tegenstander uitslag | rang           |
| -------- | --------- | -------------------- | -------------------- | -------------------- | -------------------- | -------------------- | -------------------- | -------------- |
| Ali Omar | +100 kg   | Simionescu V 000–010 | niet geplaatst       | niet geplaatst       | niet geplaatst       | niet geplaatst       | niet geplaatst       | niet geplaatst |

### Roeien
Mannen
| atleet             | onderdeel | series  | series | herkansingen | herkansingen | kwartfinale | kwartfinale | halve finale | halve finale | finale  | finale |
| atleet             | onderdeel | tijd    | rang   | tijd         | rang         | tijd        | rang        | tijd         | rang         | tijd    | rang   |
| ------------------ | --------- | ------- | ------ | ------------ | ------------ | ----------- | ----------- | ------------ | ------------ | ------- | ------ |
| Alhussein Ghambour | skiff     | 7.52,37 | 5 H    | 7.57,88      | 4 HE/F       | n.v.t.      | n.v.t.      | 7.55,98      | 3 FE         | 7.47,64 | 29     |

Legenda: FA=finale A (medailles); FB=finale B (geen medailles); FC=finale C (geen medailles); FD=finale D (geen medailles); FE=finale E (geen medailles); FF=finale F (geen medailles); HA/B=halve finale A/B; HC/D=halve finale C/D; HE/F=halve finale E/F; KF=kwartfinale; H=herkansing

### Zwemmen
Mannen
| atleet         | onderdeel        | series  | series | halve finale   | halve finale   | finale         | finale         |
| atleet         | onderdeel        | tijd    | rang   | tijd           | rang           | tijd           | rang           |
| -------------- | ---------------- | ------- | ------ | -------------- | -------------- | -------------- | -------------- |
| Audai Hassouna | 200 m vrije slag | 1.56,27 | 39     | niet geplaatst | niet geplaatst | niet geplaatst | niet geplaatst |